# Тока

Тока је копча на каишу, намијењена за стезање или отпуштање каиша, са циљем да се опсег који каиш обухвата чврсто заустави на одређеном мјесту.
Класична тока је метални правоугаоник са металном иглом. Игла је причвршћена око једне од страница тог правоугаоника, али тако да се може помјерати. На истој страници је причвршћен и један крај каиша. Игла врхом пролази кроз рупу на слободном крају каиша, а при повлачењу каиша зауставља се на металном правоугаоном оквиру онемогућавајући његово повлачење за дуже од неколико центиметара.
Назив тока чешће се односи на копче за каиш код којих је механизам скривен иза нешто веће металне плоче. Сама метална плоча тада је најчешће украшена неким рељефним обликом на предњој страни.
Како је код копчи са металном украсном плочом механизам стезања на принципу игле и оквира незграпан, код њих се чешће примјењују други механизми. Сви остали механизми се своде на двије групе: копче код којих се каиш зауставља кукицом кроз рупу, или копче код којих се слободни крај каиша уклијешти при повлачењу.

## Занимљивости
Група дјевојака у Шведској у оквиру школског пројекта израдила је току код које је механизам откопчавања каиша намјерно отежан. Та тока је намијењена као једноставан облик заштите од силовања, јер је за њихово откопчавање неопходно употријебити двије руке, при чему напасник мора пустити жртву.